# 270-та піхотна дивізія (Третій Рейх)
270-та піхотна дивізія (Третій Рейх) (нім. 270. Infanterie-Division) — піхотна дивізія Вермахту, що входила до складу німецьких сухопутних військ у роки Другої світової війни.

## Історія
270-та піхотна дивізія формувалася двічі. Перша спроба сформувати з'єднання розпочалася 22 травня 1940 року в X військовому окрузі під час 10-ї хвилі мобілізації вермахту. Але через розгром та швидку капітуляцію Франції процес формування було припинено.
Вдруге формування сталося 21 квітня 1942 року шляхом перейменування угруповання військ берегової охорони Тромсе (нім. Küstenschutzverband Tromsö), що у свою було створене 10 лютого 1942 року з фортечної комендатури Дронтгайм (нім. Festungskommandantur Drontheim). 9 травня 1943 року дивізія стала окремою і складалася з таких частин:
- 341-й гренадерський полк, три батальйони (передані зі складу 199-ї піхотної дивізії).
- 856-й фортечний гренадерський полк з 643-м, 648-м і 660-м фортечними батальйонами.
- 270-й артилерійський дивізіон (раніше 3-й загін 199-го артполку).

Дивізійні підрозділи (протитанкова та інженерна роти, кожна з яких була взята з 1-го батальйону 199-ї піхотної дивізії, а також новосформована розвідувальна рота).
Для виконання завдань з берегової оборони дивізія взаємодіяла з LXXI армійським корпусом у Норвегії в районі Тромсе. Зона відповідальності дивізії простягалася аж до Фінляндії, де дивізія створила кілька прибережних опорних баз. З жовтня 1944 року дивізія разом з німецькими військами вийшла з Фінляндії та Північної Норвегії в Центральну Норвегію.
У 1945 році 856-й фортечний гренадерський полк був замінений на 501-й єгерський полк. Натомість 856-й полк перейшов до 199-ї піхотної дивізії.
Дивізія залишалася в Норвегії протягом усієї війни і не брала участі в бойових діях, доки в травні 1945 року Німеччина не капітулювала й дивізія здалася в полон британцям.

## Райони бойових дій
- Північна Норвегія (квітень 1942 — травень 1945).

## Командування

### Командири
- генерал-лейтенант Ральф Содан (нім. Ralf Sodan) (квітень 1942 — 17 серпня 1943);
- генерал-лейтенант Ганс Брабендер (нім. Hans Brabänder) (17 серпня 1943 — 8 травня 1945).

### Підпорядкованість
| Час       | Корпус                   | Армія            | Група армій (округ) | Штаб   |
| --------- | ------------------------ | ---------------- | ------------------- | ------ |
| 1942      |                          |                  |                     |        |
| 10 лютого | LXXI КОН                 | Армія «Норвегія» | —                   | Тромсе |
| 1943      |                          |                  |                     |        |
| 1 січня   | LXXI ак                  | Армія «Норвегія» | —                   | Тромсе |
| 1944      |                          |                  |                     |        |
| 1 січня   | LXXI ак                  | Армія «Норвегія» | —                   | Тромсе |
| 18 грудня | LXXI ак                  | 20 А             | —                   | Тромсе |
| 1945      |                          |                  |                     |        |
| січень    | Армійська група «Нарвік» | 20 А             | —                   | Тромсе |

### Склад
| 1940                            | 1943                               |
| ------------------------------- | ---------------------------------- |
| 565-й піхотний полк             | 341-й гренадерський полк           |
| 566-й піхотний полк             | 856-й фортечний гренадерський полк |
| 567-й піхотний полк             | —                                  |
| 270-й артилерійський полк       | 270-й артилерійський дивізіон      |
| —                               | 270-та протитанкова батарея        |
| —                               | 270-та інженерна рота              |
| 270-та дивізійна рота зв'язку   |                                    |
| Допоміжні частини 270-ї дивізії |                                    |